# 3127 Багратіон
3127 Багратіо́н (3127 Bagration) — астероїд головного поясу, відкритий 27 вересня 1973 року.
Тіссеранів параметр щодо Юпітера — 3,382.